# Eiji Ōtsuka
Eiji Ōtsuka (大塚 英志?, Ōtsuka Eiji; Tokyo, 28 agosto 1958) è uno scrittore giapponese.
È professore presso il Centro internazionale di ricerca per gli studi giapponesi di Kyoto. Ha conseguito una laurea in antropologia, folklore femminile, sacrifici umani e manga post-bellici presso l'Università di Tsukuba. Oltre al suo lavoro con i manga, è un critico, saggista e autore di diversi libri di successo sulle sub-culture popolari e sottoculture otaku giapponesi. Ha scritto serie manga come MPD Psycho e Kurosagi - Consegna cadaveri. Una delle sue opere di animazione è stata Mahō no Rouge Lipstick, un OAV lolicon.
Negli anni '80, Otsuka è stato redattore capo di Manga Burikko, un'importante rivista di manga femminile dove ha sperimentato la ricerca sulle subculture otaku nel Giappone moderno. Ha pubblicato una serie di libri e articoli sull'industria dei manga.
Nel luglio 2007, ha ottenuto un dottorato in ingegneria artistica presso la Kobe Design University. La sua tesi di dottorato è "Dal formato di Mickey alla proposta dell'atomo: l'origine della metodologia manga postbellica nell'era bellica e il suo sviluppo".

## Biografia

### Infanzia
Eiji Ōtsuka è nato il 28 agosto 1958 nella città che un tempo si chiamava Tanashi, Tokyo (attualmente Nishitōkyō, Tokyo). Suo padre, come repatriato dalla Manciuria, ha sofferto di condizioni di vita precarie nell'alloggio per i repatriati prima di essere accettato in università. Il padre di Ōtsuka era un membro del Partito comunista giapponese, ma lasciò il partito a causa di disaccordi sulla politica del partito.
Alle scuole superiori, Ōtsuka si unì al circolo dōjin Sakuga Group, il che lo portò ad essere assunto come assistente per l'artista di manga Tarō Minamoto nel suo primo anno di liceo. L'anno successivo, Ōtsuka, con le referenze di Minamoto, debuttò come artista di manga di gag. Tuttavia, presto mise fine alla sua carriera come artista di manga durante gli esami di ammissione al college, dopo aver deciso che non aveva talento come artista di manga.
Ōtsuka si è laureato all'Università di Tsukuba nel marzo 1981. Ōtsuka ha abbandonato l'idea di frequentare la scuola di specializzazione dopo che il suo istruttore ha ritenuto le sue idee "troppo giornalistiche e inadatte all'ambito accademico".

### Carriera
Dopo la laurea, Ōtsuka ha lavorato come editor part-time delle riviste Ryu e Petit Apple Pie, insieme all'artista manga Yukio Sawada. Come editor part-time, ha lavorato con l'artista manga Shōtarō Ishinomori per circa un mese, dove ha imparato a interpretare i nomi dei manga (un "nome" si riferisce alla bozza grossolana di una pagina di manga, con una disposizione di pannelli preliminare, dialoghi e trama, che di solito viene controllata da un editor prima che l'artista proceda alla fase del manoscritto). In seguito, passando da editor part-time a editor a tempo pieno, Ōtsuka ha lavorato come direttore responsabile della rivista manga Manga Burikko in modo autonomo. I commenti che ha pubblicato nella rivista sotto uno pseudonimo sono diventati la base della carriera di Ōtsuka come commentatore. È stato anche in questo periodo che il primo uso ufficiale del termine "otaku" è stato pubblicato in Manga Burikko nel 1983, con Ōtsuka ancora al suo servizio come direttore responsabile.
Alla fine degli anni '80, Ōtsuka è stato coinvolto nel processo di un rapitore seriale e assassino di giovani ragazze, attivo tra il 1988 e il 1989 a Saitama, Tokyo. Il sospettato (e poi autore responsabile), Tsutomu Miyazaki, è stato trovato in possesso di una grande collezione di manga, il che significava che la sottocultura del manga era "ripetutamente" collegata a Miyazaki nella stampa e nell'immaginazione popolare, creando l'immagine che "i giovani coinvolti con i manga amateur sono pericolosi, pervertiti psicologicamente disturbati". Ōtsuka ha contestato questa percezione popolare, scrivendo in seguito che "mi sono un po' arrabbiato per come il giudizio sui crimini di [Miyazaki] continuava a spostarsi sugli hobby o gusti otaku".
Nel suo libro del 1989 A Theory of Narrative Consumption (Monogatari shōhiron), Ōtsuka ha sviluppato una teoria di consumo dei media basata sull'assunzione di molte piccole narrazioni che si adattano all'interno di una "visione del mondo" o grande narrazione. Questo è stato un grande influsso sulle teorie di Hiroki Azuma sugli otaku, e la scrittura di Azuma ha aiutato a dare al consumo narrativo "lo stato canonico all'interno della critica manga e anime".
Ōtsuka ha continuato a tenere lezioni in varie università e college giapponesi sul tema degli studi manga. Nel 2007 ha ottenuto il suo dottorato presso la Kobe Design University, con la tesi di dottorato intitolata "Dal formato di Mickey alla proposta dell'atomo: l'origine della metodologia manga postbellica nell'era bellica e il suo sviluppo". Attualmente è professore presso il Centro di ricerca internazionale per gli studi giapponesi, Kyoto, continuando ad esplorare e a scrivere su argomenti legati alla cultura popolare e alla sottocultura otaku giapponese.